# Rhamphorhynchidae
Rhamphorhynchidae (Ramforinkidi) su bili skupina ranih "ramforinkoidnih" pterosaura, nazvana prema rodu Rhamphorhynchus, koji je živio tijekom kasne jure. Harry Govier Seeley je bio taj koji je toj porodici 1870. godine dao naziv Rhamphorhynchidae.

## Osobine
Te životinje bile su malene i srednje velike. Lubanja im je bila niža i izduženija nego kod anurognatida i dimorfodontida. Otvori na lubanji bili su, u odnosu na one kod ostalih porodica, prilično maleni. Očna duplja bila im je najveći takav otvor. Zubi su im bili špicasti i bilo dugi, tanki i usmjereni prema naprijed, ili kratki i uspravno postavljeni u čeljusti. Vrh čeljusti mogao je biti bez zuba, a kod nekih takvih vrsta bio je pokriven rožnatom tvari.
Kao i svi primitivni pterosauri, ramforinkidi su imali relativno kratke kosti zapešća. Krsna kost se sastojala od tri ili četiri srasla kičmena pršljena. U zdjelici su os ischii i preponska kost bili srasli u jedinstvenu cjelinu, a kod manjih vrsta su bili razdvojeni jednim rezom.
Na kraju repa se kod Rhamphorhynchusa nalazilo uspravno "jedro" u obliku romba. Kod roda Sordes došlo je do zadebljanja kraja repa, dok kod ostalih pripadnika ramforinkida nisu pronađeni tragovi jedra na repu.

## Klasifikacija
Spisak prema Unwin 2006. osim ako nije drukčije naznačeno.
- Porodica Rhamphorhynchidae
  - Potporodica Rhamphorhynchinae
    - Angustinaripterus
    - Bellubrunnus
    - Dorygnathus
    - Nesodactylus
    - Qinglongopterus[3]
    - Rhamphocephalus
    - Rhamphorhynchus
    - Sericipterus

  - Potporodica Scaphognathinae
    - Cacibupteryx
    - Fenghuangopterus[4]
    - Harpactognathus
    - Jianchangnathus[5]
    - Jianchangopterus[6]
    - Pterorhynchus?[7][8]
    - Scaphognathus
    - Sordes